# Rafał Libera
Rafał Libera (ur. 25 czerwca 1978) – polski judoka.
Były zawodnik WKS Śląsk Wrocław (1994-2004). Trzykrotny medalista mistrzostw Polski seniorów w kategorii do 60 kg: srebrny (2001) oraz dwukrotnie brązowy (1999, 2000). Ponadto m.in. dwukrotny młodzieżowy mistrz Polski w tej kategorii (1999, 2000).